# Maxim Ryndovsky
 (février 2024).
 (février 2024).
Maxim Viatcheslavovitch Ryndovsky (né le 15 juin 1993 à Kyiv, Ukraine) est un combattant ukrainien de MMA, triple médaillé mondial et européen en combat sambo et triple champion d'Ukraine en combat sambo. Il est également champion et vainqueur de compétitions internationales et nationales en MMA, JJB, sambo, combat sambo, pankration, wushu-sanda, lutte et lutte kuresh.  

## Biographie
Maxim Viatcheslavovitch Ryndovsky est né le 15 juin 1993 à Kyiv, en Ukraine. Son père est un athlète qui a pratiqué le judo et le sambo. Il est également parachutiste et a participé aux hostilités dans le conflit du Karabakh. Le premier sport de Maxim est le judo, qu'il a commencé à pratiquer dès l'âge de deux ans en accompagnant son père aux entraînements. À l'adolescence, il a temporairement arrêté le sport pour se concentrer sur les jeux informatiques, mais il est revenu à la pratique sportive à l'âge de 15 ans, inspiré par Fedor Emelianenko.
Ryndovsky s'est rapidement intéressé aux techniques de frappe et a commencé à s'entraîner sous la direction de l'entraîneur de son père, Petr Ivanovich Stepanchuk. Il remporte le tournoi pan-ukrainien de sambo, catégorie jeunes, en 1989-1990 à l'âge de 16 ans. Cet événement a marqué un tournant dans sa vie, le poussant à se consacrer entièrement au sport.
Ryndovsky a également été actif dans le coaching à partir de 2010, et en 2011, il crée l'équipe d'arts martiaux mixtes « Olymp Team ». En 2018, il co-fonde le groupe de rap underground OPG et sort leur premier album, Rap Mentality, ainsi que la vidéo Smoke Cities.
En 2022, Ryndovsky est confronté à une attaque de nationalistes radicaux à Kiev, entraînant son départ du pays pour sauver sa vie, étant poursuivi même chez lui. En conséquence, il a immigré dans l'Union européenne.

## Arrestation et persécution
En mars 2022, Maksym Ryndovskyi a été arrêté à Kyiv. Environ dix hommes armés ont fait irruption dans son domicile, parmi lesquels se trouvaient non seulement des agents de police, mais aussi des membres d’organisations nationalistes, dont C14 et le régiment « Azov », agissant sous la protection des services de sécurité ukrainiens (SBU) et du bureau du président de l’Ukraine.
Après son arrestation, il a été conduit au poste de police du district de Podil, où il a été soumis à des violences physiques et à la torture.
La raison présumée de son arrestation était ses convictions pacifistes et ses prises de position en faveur de la fin du conflit militaire. De plus, l’une des raisons de sa persécution était ses voyages sportifs en Russie et sa participation à des compétitions internationales.
Craignant de nouvelles persécutions, Ryndovskyi a été contraint de quitter l’Ukraine.
L’arrestation et les persécutions qui ont suivi ont été rapportées par plusieurs médias et organisations de défense des droits de l’homme.

## Éducation
En 2010, Ryndovsky obtient son diplôme de l'école secondaire n° 6 de Kyiv. Il poursuit ensuite ses études à l'Université pédagogique nationale Dragomanov de Kyiv, où il obtient un master en sport en 2017. En 2018, il étudie le marketing à l'Université européenne de Kyiv, obtenant une maîtrise en marketing en 2020. Il a également suivi des cours de formation sportive professionnelle en « Technique de l'école tactique israélienne ».
| Année | Compétition                 | Lieu       | Résultat | Catégorie         | Type de sport             |
| ----- | --------------------------- | ---------- | -------- | ----------------- | ------------------------- |
| 2014  | Championnats d'Europe       | Bucarest   | 3e       | 82 kg             | Sambo de combat           |
| 2015  | Championnats d'Europe       | Zagreb     | 2e       | 82 kg             | Sambo de combat           |
|       | Championnats du monde       | Casablanca | 3e       | 82 kg             | Sambo de combat           |
| 2016  | Championnats d'Europe       | Kazan      | 3e       | 82 kg             | Sambo de combat           |
|       | Championnats du monde       | Sofia      | 2e       | 82 kg             | Sambo de combat           |
| 2017  | Championnats du monde       | Sotchi     | 3e       | 82 kg             | Sambo de combat           |
| 2024  | Championnats d'Europe IBJJF | Paris      | 1er      | 88,3 kg           | Jiu-jitsu brésilien       |
| 2024  | Championnats d'Europe IBJJF | Rome       | 1er      | 91.5 kg           | Jiu-jitsu brésilien NO-GI |
| 2024  | Championnats d'Europe IBJJF | Rome       | 1er      | catégorie absolue | Jiu-jitsu brésilien NO-GI |
| 2024  | Championnats du monde AJP   | Abou Dhabi | 1er      | 85 kg             | Jiu-jitsu brésilien       |
| 2025  | Championnats d'Europe IBJJF | Lisbonne   | 1er      | 94.3 kg           | Jiu-jitsu brésilien       |